# A Vámpírnaplók epizódjainak listája
Az alábbi epizódlista a Vámpírnaplók című amerikai televíziós sorozat epizódjait tartalmazza. A sorozat az USA-ban 2009. szeptember 10-én a The CW filmcsatornán debütált, a csatorna a sorozatot 8 évad után végleg befejezte 2017. március 10-én. Magyarországon pedig 2010. június 25-én indult az RTL Klubon, a harmadik és negyedik évadot az RTL+ adta le, az 5. évadot a Cool TV, és a hatodik, hetedik évad pedig az RTL Spike-on volt látható. A 8. évad az HBO Max-ra került fel szinkronnal 2022. március 8-án.

## Áttekintés
| Évad | Évad | Részek száma | Részek száma | Eredeti sugárzás     | Eredeti sugárzás  | Eredeti adó | Magyar sugárzás      | Magyar sugárzás      | Magyar adó |
| Évad | Évad | Részek száma | Részek száma | Évadbemutató         | Évadzáró          | Eredeti adó | Évadbemutató         | Évadzáró             | Magyar adó |
| ---- | ---- | ------------ | ------------ | -------------------- | ----------------- | ----------- | -------------------- | -------------------- | ---------- |
|      | 1.   | 22           | 22           | 2009. szeptember 10. | 2010. május 13.   | The CW      | 2010. június 25.     | 2010. november 26.   | RTL Klub   |
|      | 2.   | 22           | 22           | 2010. szeptember 9.  | 2011. május 12.   | The CW      | 2011. június 24.     | 2011. november 23.   | RTL Klub   |
|      | 3.   | 22           | 22           | 2011. szeptember 15. | 2012. május 10.   | The CW      | 2014. április 22.    | 2014. szeptember 16. | RTL+       |
|      | 4.   | 23           | 23           | 2012. október 11.    | 2013. május 16.   | The CW      | 2014. szeptember 23. | 2015. február 24.    | RTL+       |
|      | 5.   | 22           | 22           | 2013. október 3.     | 2014. május 15.   | The CW      | 2016. január 19.     | 2016. június 21.     | Cool TV    |
|      | 6.   | 22           | 22           | 2014. október 2.     | 2015. május 14.   | The CW      | 2017. június 14.     | 2017. november 8.    | RTL Spike  |
|      | 7.   | 22           | 22           | 2015. október 8.     | 2016. május 13.   | The CW      | 2018. szeptember 5.  | 2018. október 4.     | RTL Spike  |
|      | 8.   | 16           | 16           | 2016. október 21.    | 2017. március 10. | The CW      | 2022. március 8.     | 2022. március 8.     | HBO Max    |

## Első évad (2009–2010)
| Sor. | Év. | Cím                                              | Rendező          | Író                                                                  | Premier                                | Nézettség            |
| ---- | --- | ------------------------------------------------ | ---------------- | -------------------------------------------------------------------- | -------------------------------------- | -------------------- |
| 1.   | 1.  | Hazatérés (Pilot)                                | Marcos Siega     | Tévéjáték: Kevin Williamson és Julie Plec                            | 2009. szeptember 10. 2010. június 25.  | 4,91 millió 679 ezer |
| 2.   | 2.  | Az elfelejtett éjszaka (The Night of the Comet)  | Marcos Siega     | Kevin Williamson és Julie Plec                                       | 2009. szeptember 17. 2010. július 2.   | 3,78 millió 451 ezer |
| 3.   | 3.  | Péntek esti frász (Friday Night Bites)           | John Dahl        | Barbie Kligman és Bryan M. Holdman                                   | 2009. szeptember 24. 2010. július 9.   | 3,81 millió 643 ezer |
| 4.   | 4.  | Áll a bál! (Family Ties)                         | Guy Ferland      | Andrew Kreisberg és Brian Young                                      | 2009. október 1. 2010. július 16.      | 3,53 millió 547 ezer |
| 5.   | 5.  | Halhatatlan évek (You're Undead to Me)           | Kevin Bray       | Sean Reycraft és Gabrielle Stanton                                   | 2009. október 8. 2010. július 23.      | 3,52 millió 470 ezer |
| 6.   | 6.  | Tékozló lányok (Lost Girls)                      | Marcos Siega     | Kevin Williamson és Julie Plec                                       | 2009. október 15. 2010. július 30.     | 3,88 millió 494 ezer |
| 7.   | 7.  | Elátkozva (Haunted)                              | Ernest Dickerson | Tévéjáték: Kevin Williamson és Julie Plec Történet: Andrew Kreisberg | 2009. október 29. 2010. augusztus 6.   | 4,18 millió 503 ezer |
| 8.   | 8.  | 162 gyertya (162 Candles)                        | Rick Bota        | Barbie Kligman és Gabrielle Stanton                                  | 2009. november 5. 2010. augusztus 13.  | 4,09 millió 438 ezer |
| 9.   | 9.  | A múlt kísértetei (History Repeating)            | Marcos Siega     | Bryan M. Holdman és Brian Young                                      | 2009. november 12. 2010. augusztus 27. | 4,10 millió 638 ezer |
| 10.  | 10. | Fordulópont (The Turning Point)                  | J. Miller Tobin  | Kevin Williamson, Julie Plec és Barbie Kligman                       | 2009. november 19. 2010. szeptember 3. | 3,57 millió 506 ezer |
| 11.  | 11. | Vérvonal (Bloodlines)                            | David Barrett    | Tévéjáték: Kevin Williamson és Julie Plec Történet: Sean Reycraft    | 2010. január 21. 2010. szeptember 10.  | 3,68 millió 489 ezer |
| 12.  | 12. | Jövevények (Unpleasantville)                     | Liz Friedlander  | Barbie Kligman és Brian Young                                        | 2010. január 28. 2010. szeptember 17.  | 3,71 millió 558 ezer |
| 13.  | 13. | Az átok (Children of the Damned)                 | Marcos Siega     | Kevin Williamson és Julie Plec                                       | 2010. február 4. 2010. szeptember 24.  | 3,99 millió 471 ezer |
| 14.  | 14. | Ébredések (Fool Me Once)                         | Marcos Siega     | Brett Conrad                                                         | 2010. február 11. 2010. október 1.     | 3,51 millió 520 ezer |
| 15.  | 15. | Anya csak egy van (A Few Good Men)               | Joshua Butler    | Brian Young                                                          | 2010. március 25. 2010. október 8.     | 3,33 millió 484 ezer |
| 16.  | 16. | Jószomszédi iszony (There Goes the Neighborhood) | Kevin Bray       | Bryan Oh és Andrew Chambliss                                         | 2010. április 1. 2010. október 15.     | 2,80 millió 443 ezer |
| 17.  | 17. | A véremet adom érted (Let the Right One In)      | Dennis Smith     | Tévéjáték: Julie Plec Történet: Brian Young                          | 2010. április 8. 2010. október 22.     | 3,48 millió 328 ezer |
| 18.  | 18. | Új ellenfél (Under Control)                      | David Von Ancken | Barbie Kligman és Andrew Chambliss                                   | 2010. április 15. 2010. október 29.    | 3,15 millió 456 ezer |
| 19.  | 19. | Szépségek és szörnyetegek (Miss Mystic Falls)    | Marcos Siega     | Bryan Oh és Caroline Dries                                           | 2010. április 22. 2010. november 5.    | 3,33 millió 393 ezer |
| 20.  | 20. | Vértestvérek (Blood Brothers)                    | Liz Friedlander  | Kevin Williamson és Julie Plec                                       | 2010. április 29. 2010. november 12.   | 3,39 millió 314 ezer |
| 21.  | 21. | Halálos fegyver (Isobel)                         | J. Miller Tobin  | Caroline Dries és Brian Young                                        | 2010. május 6. 2010. november 19.      | 3,31 millió 366 ezer |
| 22.  | 22. | Alapítók napja (Founder's Day)                   | Marcos Siega     | Bryan Oh és Andrew Chambliss                                         | 2010. május 13. 2010. november 26.     | 3,47 millió 352 ezer |

## Második évad (2010–2011)
| Sor. | Év. | Cím                                        | Rendező          | Író                                        | Premier                                | Nézettség            |
| ---- | --- | ------------------------------------------ | ---------------- | ------------------------------------------ | -------------------------------------- | -------------------- |
| 23.  | 1.  | Visszatérés (The Return)                   | J. Miller Tobin  | Kevin Williamson és Julie Plec             | 2010. szeptember 9. 2011. június 24.   | 3,36 millió 458 ezer |
| 24.  | 2.  | Szép új világ (Brave New World)            | John Dahl        | Brian Young                                | 2010. szeptember 16. 2011. július 1.   | 3,01 millió 499 ezer |
| 25.  | 3.  | Holdtölte (Bad Moon Rising)                | Patrick Norris   | Andrew Chambliss                           | 2010. szeptember 23. 2011. július 8.   | 3,57 millió 457 ezer |
| 26.  | 4.  | Keserédes emlékek (Memory Lane)            | Rob Hardy        | Caroline Dries                             | 2010. szeptember 30. 2011. július 15.  | 3,18 millió 456 ezer |
| 27.  | 5.  | Ölve vagy halva (Kill or Be Killed)        | Jeff Woolnough   | Mike Daniels                               | 2010. október 7. 2011. július 22.      | 3,47 millió 457 ezer |
| 28.  | 6.  | B-terv (Plan B)                            | John Behring     | Elizabeth Craft és Sarah Fain              | 2010. október 21. 2011. július 29.     | 3,62 millió 414 ezer |
| 29.  | 7.  | Álarcosbál (Masquerade)                    | Charles Beeson   | Kevin Williamson és Julie Plec             | 2010. október 28. 2011. augusztus 5.   | 3,55 millió 375 ezer |
| 30.  | 8.  | Rose (Rose)                                | Liz Friedlander  | Brian Young                                | 2010. november 4. 2011. augusztus 12.  | 3,63 millió 409 ezer |
| 31.  | 9.  | Ötszáz év menekülés (Katerina)             | J. Miller Tobin  | Andrew Chambliss                           | 2010. november 11. 2011. augusztus 19. | 3,50 millió 345 ezer |
| 32.  | 10. | Az áldozat (The Sacrifice)                 | Ralph Hemecker   | Caroline Dries                             | 2010. december 2. 2011. augusztus 26.  | 3,46 millió 444 ezer |
| 33.  | 11. | Holdfény (By the Light of the Moon)        | Elizabeth Allen  | Mike Daniels                               | 2010. december 9. 2011. szeptember 2.  | 3,16 millió 453 ezer |
| 34.  | 12. | A lejtő (The Descent)                      | Marcos Siega     | Elizabeth Craft és Sarah Fain              | 2011. január 27. 2011. szeptember 9.   | 3,55 millió 479 ezer |
| 35.  | 13. | Vérrokonság (Daddy Issues)                 | Joshua Butler    | Kevin Williamson és Julie Plec             | 2011. február 3. 2011. szeptember 16.  | 3,22 millió 300 ezer |
| 36.  | 14. | Farkasüvöltés (Crying Wolf)                | David Von Ancken | Brian Young                                | 2011. február 10. 2011. szeptember 23. | 2,78 millió 327 ezer |
| 37.  | 15. | Az utolsó vacsora (The Dinner Party)       | Marcos Siega     | Andrew Chambliss                           | 2011. február 17. 2011. október 5.     | 3,07 millió 212 ezer |
| 38.  | 16. | A ház vendége (The House Guest)            | Michael Katleman | Caroline Dries                             | 2011. február 24. 2011. október 12.    | 2,98 millió 395 ezer |
| 39.  | 17. | Ismerd meg az ellenséged! (Know Thy Enemy) | Wendey Stanzler  | Mike Daniels                               | 2011. április 7. 2011. október 19.     | 2,73 millió 312 ezer |
| 40.  | 18. | Az utolsó tánc (The Last Dance)            | John Behring     | Michael Narducci                           | 2011. április 14. 2011. október 26.    | 2,81 millió 417 ezer |
| 41.  | 19. | Klaus (Klaus)                              | Joshua Butler    | Kevin Williamson és Julie Plec             | 2011. április 21. 2011. november 2.    | 2,70 millió 316 ezer |
| 42.  | 20. | Az utolsó nap (The Last Day)               | J. Miller Tobin  | Andrew Chambliss és Brian Young            | 2011. április 28. 2011. november 9.    | 2,68 millió 368 ezer |
| 43.  | 21. | A nap is felragyog (The Sun Also Rises)    | Paul M. Sommers  | Caroline Dries és Mike Daniels             | 2011. május 5. 2011. november 16.      | 2,84 millió 431 ezer |
| 44.  | 22. | Gyilkos harapás (As I Lay Dying)           | John Behring     | Turi Meyer, Al Septien és Michael Narducci | 2011. május 12. 2011. november 23.     | 2,86 millió 422 ezer |

## Harmadik évad (2011–2012)
| Sor. | Év. | Cím                                        | Rendező            | Író                                                                     | Premier                                | Nézettség   |
| ---- | --- | ------------------------------------------ | ------------------ | ----------------------------------------------------------------------- | -------------------------------------- | ----------- |
| 45.  | 1.  | A születésnap (The Birthday)               | John Behring       | Kevin Williamson és Julie Plec                                          | 2011. szeptember 15. 2014. április 22. | 3,10 millió |
| 46.  | 2.  | A hibrid (The Hybrid)                      | Joshua Butler      | Al Septien és Turi Meyer                                                | 2011. szeptember 22. 2014. április 29. | 2,52 millió |
| 47.  | 3.  | A kapcsolat vége (The End of the Affair)   | Chris Grismer      | Caroline Dries                                                          | 2011. szeptember 29. 2014. május 6.    | 2,74 millió |
| 48.  | 4.  | Zavaró viselkedés (Disturbing Behavior)    | Wendey Stanzler    | Brian Young                                                             | 2011. október 6. 2014. május 13.       | 2,63 millió |
| 49.  | 5.  | A megtorlás (The Reckoning)                | John Behring       | Michael Narducci                                                        | 2011. október 13. 2014. május 20.      | 2,89 millió |
| 50.  | 6.  | Az egyezség (Smells Like Teen Spirit)      | Rob Hardy          | Julie Plec és Caroline Dries                                            | 2011. október 20. 2014. május 27.      | 3,03 millió |
| 51.  | 7.  | Szellemvilág (Ghost World)                 | David Jackson      | Rebecca Sonnenshine                                                     | 2011. október 27. 2014. június 3.      | 3,28 millió |
| 52.  | 8.  | Hétköznapi emberek (Ordinary People)       | J. Miller Tobin    | Tévéjáték: Julie Plec és Caroline Dries Történet: Nick Wauters          | 2011. november 3. 2014. június 10.     | 3,51 millió |
| 53.  | 9.  | Hazatérés (Homecoming)                     | Joshua Butler      | Evan Bleiweiss                                                          | 2011. november 10. 2014. június 17.    | 3,17 millió |
| 54.  | 10. | Az új alku (The New Deal)                  | John Behring       | Michael Narducci                                                        | 2012. január 5. 2014. június 24.       | 3,32 millió |
| 55.  | 11. | Vakmerő döntés (Our Town)                  | Wendey Stanzler    | Rebecca Sonnenshine                                                     | 2012. január 12. 2014. július 1.       | 2,86 millió |
| 56.  | 12. | Véres titok (The Ties That Bind)           | John Dahl          | Brian Young                                                             | 2012. január 19. 2014. július 8.       | 2,71 millió |
| 57.  | 13. | Feltámadás (Bringing Out the Dead)         | Jeffrey Hunt       | Turi Meyer és Al Septien                                                | 2012. február 2. 2014. július 15.      | 2,74 millió |
| 58.  | 14. | Veszedelmes viszonyok (Dangerous Liaisons) | Chris Grismer      | Caroline Dries                                                          | 2012. február 9. 2014. július 22.      | 3,08 millió |
| 59.  | 15. | Vérvonal (All My Children)                 | Pascal Verschooris | Evan Bleiweiss és Michael Narducci                                      | 2012. február 16. 2014. július 29.     | 2,90 millió |
| 60.  | 16. | A múlt árnyéka (1912)                      | John Behring       | Julie Plec és Elisabeth R. Finch                                        | 2012. március 15. 2014. augusztus 5.   | 2,64 millió |
| 61.  | 17. | Áttörés (Break on Through)                 | Lance Anderson     | Rebecca Sonnenshine                                                     | 2012. március 22. 2014. augusztus 12.  | 2,69 millió |
| 62.  | 18. | Láncreakció (The Murder of One)            | J. Miller Tobin    | Caroline Dries                                                          | 2012. március 29. 2014. augusztus 19.  | 2,44 millió |
| 63.  | 19. | A sötétség szíve (Heart of Darkness)       | Chris Grismer      | Brian Young és Evan Bleiweiss                                           | 2012. április 19. 2014. augusztus 26.  | 2,21 millió |
| 64.  | 20. | Az alteregó (Do Not Go Gentle)             | Joshua Butler      | Michael Narducci                                                        | 2012. április 26. 2014. szeptember 2.  | 2,22 millió |
| 65.  | 21. | Mielőtt lemegy a nap (Before Sunset)       | Chris Grismer      | Tévéjáték: Caroline Dries Történet: Charlie Charbonneau és Daphne Miles | 2012. május 3. 2014. szeptember 9.     | 2,54 millió |
| 66.  | 22. | Vámpírvadász (The Departed)                | John Behring       | Tévéjáték: Julie Plec Történet: Brett Matthews és Elisabeth R. Finch    | 2012. május 10. 2014. szeptember 16.   | 2,53 millió |

## Negyedik évad (2012–2013)
| Sor. | Év. | Cím                                                     | Rendező            | Író                                    | Premier                                | Nézettség   |
| --- | --- | ------------------------------------------------------- | ------------------ | -------------------------------------- | -------------------------------------- | ----------- |
| 67. | 1.  | A választás (Growing Pains)                             | Chris Grismer      | Caroline Dries                         | 2012. október 11. 2014. szeptember 23. | 3,18 millió |
| Elena a baleset utáni reggelen tér magához és tudja meg, hogy amitől rettegett valóra vált - vámpírvérrel a szervezetében halt meg és most át kell esnie egy fájdalmat átváltozáson vagy végleg el kell távoznia. Stefan megígéri neki, hogy ő és Bonnie mindent megtesznek azért, hogy ne kelljen egyikkel sem szembenéznie. |     |                                                         |                    |                                        |                                        |             |
| 68. | 2.  | Vérszövetség (Memorial)                                 | Rob Hardy          | Jose Molina és Julie Plec              | 2012. október 18. 2014. szeptember 30. | 2,91 millió |
| Miközben Elena a vámpírrá válás viszontagságaival küzd, Damon és Stefan nagyon nem értenek egyet abban, hogy mi lenne számára a legjobb. Damonúgy dönt, hogy a maga módján fog segíteni Elenának, és megkéri a lányt, hogy ne szóljon róla Stefannak. |     |                                                         |                    |                                        |                                        |             |
| 69. | 3.  | Féktelenül (The Rager)                                  | Lance Anderson     | Brian Young                            | 2012. október 25. 2014. október 7.     | 2,87 millió |
| Connor folytatja a próbálkozást, hogy felfedje Mystic Falls titkait, éspróbálja meggyőzni Jeremit, hogy segítsen neki. Dr. Fell segítségével Damon és Klaus kérdőre vonják Connort, de az összeütközés halálos fordulatot vesz. Elena próbálja új életét minél normálisabban élni, ezért Matt és Caroline támogatásával végzősként folytatni akarja tanulmányait a Mystic Falls-i gimnáziumban. |     |                                                         |                    |                                        |                                        |             |
| 70. | 4.  | Az öt szövetsége (The Five)                             | Joshua Butler      | Brett Matthews és Rebecca Sonnenshine  | 2012. november 1. 2014. október 14.    | 3,27 millió |
| Damon, Elena és Bonnie ellátogatnak a Whitmore Főiskolára, ahol Shane professzor vette át Bonnie nagyanyja halála után az okkult tudományokkal foglalkozó részleget. Egy egyetemi diákszövetségi jelmezes bulin Damon kap az alkalmon, hogy megtanítsa Elenának miként válasszon áldozatot. |     |                                                         |                    |                                        |                                        |             |
| 71. | 5.  | A gyilkos (The Killer)                                  | Chris Grismer      | Michael Narducci                       | 2012. november 8. 2014. október 21.    | 3,02 millió |
| Stefan és Klaus kénytelen összefogni, hogy visszatartsák azt a fenyegetést, amit Connor a városra szabadított. Mikor Connor a Grillben túszul ejti Mattet, Aprilt és Jeremit, Stefan és Damon nem tud közös nevezőre jutni abban, hogy miként oldják meg a helyzetet és Elena ismét két tűz közé kerül. |     |                                                         |                    |                                        |                                        |             |
| 72. | 6.  | A legrosszabb verzió (We All Go a Little Mad Sometimes) | Wendey Stanzler    | Evan Bleiweiss és Julie Plec           | 2012. november 15. 2014. október 28.   | 2,84 millió |
| Elenát szörnyű látomások gyötrik, és emiatt egy végzetes hibát követ el. Miután Klaus elégzavaró híreket mond Stefannak Elenáról, a saját kezébe veszi a dolgokat. Shane professzor elmeséli egy ősi boszorkányvarázslattörténetét Damonnak és Bonnienak. Klaus és Stefan segítségével Jeremy élete egy új szakaszába lép. |     |                                                         |                    |                                        |                                        |             |
| 73. | 7.  | Testvérviszály (My Brother's Keeper)                    | Jeffrey Hunt       | Caroline Dries és Elisabeth R. Finch   | 2012. november 29. 2014. november 4.   | 2,86 millió |
| Caroline mindent megtesz, hogy támogassa Stefant és Elenát ezekben a nehéz időkben. Damon megpróbálja meggyőzni Stefant, hogy segítsen neki feltárni Shane professzor valódi szándékait, de Stefan inkább Klaus tervében segédkezik. |     |                                                         |                    |                                        |                                        |             |
| 74. | 8.  | Bourbon Street (We'll Always Have Bourbon Street)       | Jesse Warn         | Charlie Charbonneau és Jose Molina     | 2012. december 6. 2014. november 11.   | 2,42 millió |
| Amikor Stefan megosztja gyanakvását Elenával kapcsolatban, Damon kénytelen segíteni testvérét, hogy kiderítsék mi is az igazság. Nyomok után kutatva a két testvér elmegy New Orlensbe abban a reményben, hogy találnak valakit, aki emlékszik még legutóbbi ott tartózkodásukra 1942-ben, mint például Charlotte, Damon egyik szeretője. |     |                                                         |                    |                                        |                                        |             |
| 75. | 9.  | Börtöntest (O Come, All Ye Faithful)                    | Pascal Verschooris | Michael J. Cinquemani és Julie Plec    | 2012. december 13. 2014. november 18.  | 2,81 millió |
| Miközben a téli csodaország témájú buli hangulata megtölti Mystic Falls utcáit, Stefan és Caroline összetűzésbe kerülnek Tylerrel, annak Klaushoz és hibridjeihez fűződő tervei miatt. Amikor Caroline felvet egy lehetséges megoldást a problémára, Hayley drámai módon hozza tudtára, hogy nem ért egyet vele. |     |                                                         |                    |                                        |                                        |             |
| 76. | 10. | Különóra (After School Special)                         | David Von Ancken   | Brett Matthews                         | 2013. január 17. 2014. november 25.    | 2,95 millió |
| Rebekah váratlanul megjelenik a gimiben és nem vesztegeti az idejét: minden erejével azon van, hogy rávegye Caroline-t, Stefant és Elenát, hogy válaszoljanak kérdéseire a gyógymóddal kapcsolatban, és nem várt információkhoz jut Elenától.Mikor Bonnie édesapja, Rudy Owens elfogadja az ideiglenes polgármesteri kinevezést, első számú kötelezettségének érzi megvédeni lányát, aki viszont egyáltalán nincs kibékülve az új helyzettel. Shane professzor tovább bátorítja Bonnie-t, hogy higgyen az erejében, ám veszélyes helyzetbe sodorja magát, mikor túl sokat árul el a nem megfelelő embernek. Caroline mindent megtesz, hogy átsegítse Tylert a történteken. Ez idő alatt Damon és Matt Jeremytpróbálja új, vadéász szerepéhez szoktatni a tó parti házban, de Klaus türelmetlen és más módszert keres, hogy felgyorsítsa a folyamatot. |     |                                                         |                    |                                        |                                        |             |
| 77. | 11. | Kapj el ha tudsz! (Catch Me If You Can)                 | John Dahl          | Brian Young és Michael Narducci        | 2013. január 24. 2014. december 2.     | 2,71 millió |
| Jeremy dühös lesz, amiért Klaus úgy próbálja őt irányítani, hogy közben Matt életét kockáztatja. Damon edzi Jeremy-t, hogy felkészítse Klaus új vámpírjainak megölésére, de mint kiderül Kol megelőzte őket. Kol mindenki számára nyilvánvalóvá teszi, hogy semmi sem állíthatja meg, hogy meggyőzze a többieket: ne keressék tovább a gyógyírt. Új szövetségest keresve Rebekah emlékezteti Stefant, hogy ők régen jó barátok voltak. Amikor Forbes Seriff és Hopkins Polgármester kikérdezi Shane-t, hogy van-e köze a Tanács tagjainak halálához, Bonnie is felteszi a saját kérdéseit, és Shane válaszai kihozzák Bonnie-ból a varázserőt. Elena tárgyal Klaussal Jeremy biztonságáról, de amikor egy váratlan ellenség fenyegetni kezdi őket, Elena merész ötlettel áll elő Jeremy érdekében.                                                    |     |                                                         |                    |                                        |                                        |             |
| 78. | 12. | Meglátni és megölni (A View to Kill)                    | Brad Turner        | Rebecca Sonnenshine                    | 2013. január 31. 2014. december 9.     | 2,56 millió |
| Amikor Rebekah nem ért egyet Klaus tervével, miszerint állítsák meg Kolt, és védjék meg Jeremyt, Klaus Stefanhoz fordul segítségért. Hopkins polgármester szokatlan módon próbál végetvetni az erőszaknak Mystic Falls-ban, ami miatt összeveszik lányával.Bonnie-nak ezután ijesztő találkozásban lesz része Kollal, majd egy váratlan látogatóval. Klaus növeli az egyébként is érezhető feszültséget Stefan és Damon között, amikor felfed egy személyes dolgot Stefanról, majd meglepi Damont azzal, hogy tanácsot kér tőle. Elena elmondja Stefannak, hogy milyen veszélyes tervet dolgozott ki Jeremy számára, ezzel nehéz helyzetbe hozva a fiút. Amikor Hopkins polgármester lefújja a középiskola 1980-as éveket felelevenítő buliját, Stefan megtalálja a módját, hogy miként engesztelhetné ki a csalódott Rebekah-t.                      |     |                                                         |                    |                                        |                                        |             |
| 79. | 13. | A sziget (Into The Wild)                                | Michael Allowitz   | Caroline Dries                         | 2013. február 8. 2014. december 16.    | 2,50 millió |
| Shane professzor egy expedíciót vezet Nova-Scotia környékén fekvő elnéptelenedett szigetre, ahol hiszi, hogy megtalálja a rejtett gyógyír titkát. A sziget mélye felé haladva Rebekeh és Elena tovább folytatják a rivalizálást, Stefan próbálja fenntartani a békét a két lány között, míg Damon szerint Shane csapdába csalja őket. Jeremy és Bonnie próbálják megfejteni a tetoválást, Shane professzor pedig újabb részletét osztja meg Silas és a boszorkány, Qetsiyah, történetének, valamint az ő múltjából is megtudunk valamit. Ez alatt Mystic Fallsban Tyler szembekerül Klaussal és a harcba Caroline is belekeveredik. |     |                                                         |                    |                                        |                                        |             |
| 80. | 14. | A gödör mélyén (Down The Rabbit Hole)                   | Chris Grismer      | Jose Molina                            | 2013. február 15. 2014. december 23.   | 2,31 millió |
| A szigeten Damont csúnyán helyben hagyja egy Vaughn nevű vadász, akiről kiderül, hogy az ötök egyike. Stefanelmondja Elenának, hogy miként érez a gondolat iránt, hogy újra ember lehet. Mindenki hozzáállása megváltozik, mikor egy új, megdöbbentő információ derül ki a gyógyírről. Jeremy segít Bonnie-nak megkülönböztetni az illúziót a valóságtól, míg Shane professzor szembekerül egy régi ismerősével, Caitlinnel.Ezalatt Mystic Falls-ban Caroline és Tyler rájönnek, hogy Klaus segítsége nélkül nem tudják megfejteni a Vadász kardján lévő jeleket, akinek szintén megvannak a saját okai annak megfejtésére. |     |                                                         |                    |                                        |                                        |             |
| 81. | 15. | Állj mellém! (Stand by Me)                              | Lance Anderson     | Julie Plec                             | 2013. február 22. 2014. december 30.   | 2,91 millió |
| Mikor Stefan, Jeremy és Elena visszatérnek Mystic Fallsba, Caroline rögtön Elena elmeállapotáért aggódik. Stefan Dr. Fellhez és Matthez fordul segítségért. Ezalatt a szigeten Damon szomorú tényeket közöl Rebekahval, de meglepi a lány reakciója. Végül együtt a közelmúlt egy nem várt részletét tudják meg Vaughntól. Mindenki megdöbben mikor Bonnie felfedi Shane teljes tervét. Miután pedig Damon mindenlehetséges módon megpróbál segíteni neki, Elena saját ötlettel áll elő. |     |                                                         |                    |                                        |                                        |             |
| 82. | 16. | Véres buli (Bring It On)                                | Jesse Warn         | Kevin Williamson, Julie Plec           | 2013. március 14. 2015. január 6.      | 2,41 millió |
| Elena új viselkedése mindenkit megérint, Stefan és Damon egyetértenek abban, hogy az lesz a legjobb neki, ha visszamegy a középiskolába. Caroline kellemesen meglepődik, amikor Elena úgy dönt, hogy újra csatlakozik a pompom csapathoz, de a korai öröm átmegy sokkba, amikor Elena viselkedése veszélyesnek bizonyul. Damon és Rebekah nem adja fel a gyógyír keresését, ezért együttműködnek, amíg Damon felesleges tanácsa meg nem lepi Rebekah-t. Klaus megpróbál Hayleyből több információt kiszedni és tesz egy igen érdekes felfedezést. Eközben az unatkozó Elena ad egy vad partit, ami csúnya harcba megy át. |     |                                                         |                    |                                        |                                        |             |
| 83. | 17. | Az éj leple alatt (Because the Night)                   | Garreth Stover     | Brian Young & Charlie Charbonneau      | 2013. március 21. 2015. január 13.     | 2,65 millió |
| 84. | 18. | Halálos gyógyír (American Gothic)                       | Kellie Cyrus       | Evan Bleiweiss & Jose Molina           | 2013. március 28. 2015. január 20.     | 2,46 millió |
| 85. | 19. | Képek rólad (Pictures of You)                           | J. Miller Tobin    | Neil Reynolds & Caroline Dries         | 2013. április 18. 2015. január 27.     | 2,14 millió |
| 86. | 20. | Az ősök (The Originals)                                 | Chris Grismer      | Julie Plec                             | 2013. április 25. 2014. február 3.     | 2,24 millió |
| 87. | 21. | Visszakapcsolás (She's Come Undone)                     | Darnell Martin     | Michael Narducci & Rebecca Sonnenshine | 2013. május 2. 2015. február 10.       | 2,17 millió |
| 88. | 22. | Élő halottak (The Walking Dead)                         | Rob Hardy          | Brian Young & Caroline Dries           | 2013. május 9. 2015. február 17.       | 2,28 millió |
| 89. | 23. | Ballagás (Graduation)                                   | Chris Grismer      | Caroline Dries & Julie Plec            | 2013. május 16. 2015. február 24.      | 2,24 millió |

## Ötödik évad (2013–2014)
| Sor. | Év. | Cím                                                              | Rendező            | Író                                      | Premier                              | Nézettség   |
| ---- | --- | ---------------------------------------------------------------- | ------------------ | ---------------------------------------- | ------------------------------------ | ----------- |
| 90.  | 1.  | Tudom mit tettél tavaly nyáron (I Know What You Did Last Summer) | Lance Anderson     | Caroline Dries                           | 2013. október 3. 2016. január 19.    | 2,59 millió |
| 91.  | 2.  | Igaz hazugságok (True Lies)                                      | Joshua Butler      | Brian Young                              | 2013. október 10. 2016. január 26.   | 2,14 millió |
| 92.  | 3.  | Eredendő bűn (Original Sin)                                      | Jesse Warn         | Melinda Hsu Taylor & Rebecca Sonnenshine | 2013. október 17. 2016. február 2.   | 2,93 millió |
| 93.  | 4.  | Akiért a harang szól (For Whom the Bell Tolls)                   | Michael Allowitz   | Brett Matthews & Elisabeth R. Finch      | 2013. október 24. 2016. február 9.   | 2,63 millió |
| 94.  | 5.  | Vámpírok bálja (Monster's Ball)                                  | Kellie Cyrus       | Sonny Postiglione                        | 2013. október 31. 2016. február 16.  | 2,07 millió |
| 95.  | 6.  | Napkeltétől napnyugtáig (Handle with Care)                       | Jeffrey Hunt       | Caroline Dries & Holly Brix              | 2013. november 7. 2016. február 23.  | 2,59 millió |
| 96.  | 7.  | A halál és a lányka (Death and the Maiden)                       | Leslie Libman      | Rebecca Sonnenshine                      | 2013. november 14. 2016. március 1.  | 2,72 millió |
| 97.  | 8.  | Egy hulla a szobatársam (Dead Man on Campus)                     | Rob Hardy          | Brian Young & Neil Reynolds              | 2013. november 21. 2016. március 8.  | 2,67 millió |
| 98.  | 9.  | A cella (The Cell)                                               | Chris Grismer      | Melinda Hsu Taylor                       | 2013. december 5. 2016. március 22.  | 2,36 millió |
| 99.  | 10. | Apám sötét titka (Fifty Shades of Grayson)                       | Kellie Cyrus       | Caroline Dries                           | 2013. december 12. 2016. március 29. | 2,44 millió |
| 100. | 11. | 500 év magány (500 Years of Solitude)                            | Chris Grismer      | Julie Plec & Caroline Dries              | 2014. január 23. 2016. április 5.    | 2,72 millió |
| 101. | 12. | Az ördög benned lakozik (The Devil Inside)                       | Kellie Cyrus       | Brett Matthews & Sonny Postiglione       | 2014. január 30. 2016. április 12.   | 2,42 millió |
| 102. | 13. | Meghasadt szívek (Total Eclipse of the Heart)                    | Darren Genet       | Rebecca Sonnenshine & Holly Brix         | 2014. február 6. 2016. április 19.   | 2,16 millió |
| 103. | 14. | Nincs kiút (No Exit)                                             | Michael Allowitz   | Brian Young                              | 2014. február 27. 2016. április 26.  | 2,03 millió |
| 104. | 15. | Viszlát a pokolban! (Gone Girl)                                  | Lance Anderson     | Melinda Hsu Taylor                       | 2014. március 6. 2016. május 3.      | 2,19 millió |
| 105. | 16. | A hosszú álom (While You Were Sleeping)                          | Pascal Verschooris | Caroline Dries                           | 2014. március 20. 2026. május 10.    | 2,28 millió |
| 106. | 17. | Ments meg! (Rescue Me)                                           | Leslie Libman      | Brett Matthews & Neil Reynolds           | 2014. március 27. 2016. május 17.    | 1,73 millió |
| 107. | 18. | Pokoli veszedelem (Resident Evil)                                | Paul Wesley        | Brian Young & Caroline Dries             | 2014. április 17. 2016. május 24.    | 1,66 millió |
| 108. | 19. | Vérbosszú (Man on Fire)                                          | Michael Allowitz   | Melinda Hsu Taylor & Matthew D'Ambrosio  | 2014. április 24. 2016. május 31.    | 1,81 millió |
| 109. | 20. | Az átok (What Lies Beneath)                                      | Joshua Butler      | Elisabeth R. Finch & Holly Brix          | 2014. május 1. 2016. június 7.       | 1,84 millió |
| 110. | 21. | Az ígéret földje (Promised Land)                                 | Michael Allowitz   | Rebecca Sonnenshine                      | 2014. május 8. 2016. június 14.      | 1,50 millió |
| 111. | 22. | Otthon (Home)                                                    | Chris Grismer      | Caroline Dries & Brian Young             | 2014. május 15. 2016. június 21.     | 1,61 millió |

## Hatodik évad (2014–2015)
| Sor. | Év. | Cím                                                                 | Rendező             | Író                                  | Premier                                | Nézettség   |
| ---- | --- | ------------------------------------------------------------------- | ------------------- | ------------------------------------ | -------------------------------------- | ----------- |
| 112. | 1.  | Emlékezni fogok (I'll Remember)                                     | Jeffrey Hunt        | Caroline Dries                       | 2014. október 2. 2017. június 14.      | 1,81 millió |
| 113. | 2.  | Yellow Ledbetter                                                    | Pascal Verschooris  | Julie Plec                           | 2014. október 9. 2017. június 21.      | 1,67 millió |
| 114. | 3.  | Üdv a paradicsomban (Welcome to Paradise)                           | Michael Allowitz    | Brian Young                          | 2014. október 16. 2017. június 28.     | 1,83 millió |
| 115. | 4.  | Black Hole Sun                                                      | Kellie Cyrus        | Melinda Hsu Taylor & Neil Reynolds   | 2014. október 23. 2017. július 5.      | 1,66 millió |
| 116. | 5.  | Változó világok (The World Has Turned and Left Me Here)             | Leslie Libman       | Brett Matthews                       | 2014. október 30. 2017. július 12.     | 1,58 millió |
| 117. | 6.  | Hiába futsz... (The More You Ignore Me, the Closer I Get)           | Garreth Stover      | Chad Fiveash & James Stoterau        | 2014. november 6. 2017. július 19.     | 1,59 millió |
| 118. | 7.  | Emlékszel az elsőre? (Do You Remember the First Time?)              | Darren Genet        | Rebecca Sonnenshine                  | 2014. november 13. 2017. július 26.    | 1,54 millió |
| 119. | 8.  | Beléd olvadok (Fade Into You)                                       | Joshua Butler       | Nina Fiore & John Herrera            | 2014. november 20. 2017. augusztus 2.  | 1,68 millió |
| 120. | 9.  | Egymagam (I Alone)                                                  | Kellie Cyrus        | Brian Young & Holly Brix             | 2014. december 4. 2017. augusztus 9.   | 1,49 millió |
| 121. | 10. | Karácsony a szemedben (Christmas Through Your Eyes)                 | Michael Allowitz    | Caroline Dries                       | 2014. december 11. 2017. augusztus 16. | 1,82 millió |
| 122. | 11. | Egy szörnyeteg mellett ébredve (Woke Up With a Monster)             | Paul Wesley         | Melinda Hsu Taylor                   | 2015. január 22. 2017. augusztus 23.   | 1,63 millió |
| 123. | 12. | Ima a haldoklóért (Prayer For the Dying)                            | Jeffrey Hunt        | Brett Matthews & Rebecca Sonnenshine | 2015. január 29. 2017. augusztus 30.   | 1,47 millió |
| 124. | 13. | A nap amikor élni próbáltam (The Day I Tried to Live)               | Pascal Verschooris  | Chad Fiveash & James Stoteraux       | 2015. február 5. 2017. szeptember 6.   | 1,61 millió |
| 125. | 14. | Maradj! (Stay)                                                      | Chris Grismer       | Brian Young & Caroline Dries         | 2015. február 12. 2017. szeptember 13. | 1,52 millió |
| 126. | 15. | Elengedni (Let Her Go)                                              | Julie Plec          | Julie Plec                           | 2015. február 19. 2017. szeptember 20. | 1,41 millió |
| 127. | 16. | Örvény (The Downward Spiral)                                        | Ian Somerhalder     | Brian Young & Caroline Dries         | 2015. március 12. 2017. szeptember 27. | 1,30 millió |
| 128. | 17. | Kalitkába zárt álmok (A Bird in a Gilded Cage)                      | Joshua Butler       | Neil Reynolds                        | 2015. március 19. 2017. október 4.     | 1,56 millió |
| 129. | 18. | Sosem tudnék így szeretni! (I Never Could Love Like That)           | Leslie Libman       | Chad Fiveash & James Stoteraux       | 2015. április 16. 2017. október 11.    | 1,35 millió |
| 130. | 19. | Mert (Because)                                                      | Geoff Shotz         | Melinda Hsu Taylor                   | 2015. április 23. 2017. október 18.    | 1,37 millió |
| 131. | 20. | Elhagynám érted boldog otthonomat (I'd Leave My Happy Home For You) | Jesse Warn          | Rebecca Sonnenshine                  | 2015. április 30. 2017. október 25.    | 1,21 millió |
| 132. | 21. | Vérnász (I'll Wed You In The Golden Summertime)                     | Michael A. Allowitz | Brian Young                          | 2015. május 7. 2017. november 1.       | 1,32 millió |
| 133. | 22. | Mindvégig rád gondolok (I'm Thinking Of You All The While)          | Chris Grismer       | Julie Plec & Caroline Dries          | 2015. május 14. 2017. november 8.      | 1,44 millió |

## Hetedik évad (2015–2016)
| Sor. | Év. | Cím                                                                        | Rendező               | Író                                                           | Premier                                 | Nézettség   |
| ---- | --- | -------------------------------------------------------------------------- | --------------------- | ------------------------------------------------------------- | --------------------------------------- | ----------- |
| 134. | 1.  | Cirka 22.000 napból az első (Day One Of Twenty-Two Thousand, Give Or Take) | Pascal Verschooris    | Caroline Dries                                                | 2015. október 8. 2018. szeptember 5.    | 1,38 millió |
| 135. | 2.  | Soha engedj el! (Never Let Me Go)                                          | Chris Grismer         | Brian Young                                                   | 2015. október 15. 2018. szeptember 6.   | 1,40 millió |
| 136. | 3.  | Az ártatlanság kora (Age of Innocence)                                     | Michael Allowitz      | Melinda Hsu Taylor & Holly Brix                               | 2015. október 22. 2018. szeptember 7.   | 1,20 millió |
| 137. | 4.  | Velem van a szíved (I Carry Your Heart With Me)                            | Jeffrey Hunt          | Neil Reynolds                                                 | 2015. október 29. 2018. szeptember 10.  | 1,24 millió |
| 138. | 5.  | Túlélni mindezt (Live Through This)                                        | Kellie Cyrus          | Rebecca Sonnenshine                                           | 2015. november 5. 2018. szeptember 11.  | 1,34 millió |
| 139. | 6.  | Hidegen tálalva (Best Served Cold)                                         | Darren Genet          | Caroline Dries                                                | 2015. november 12. 2018. szeptember 12. | 1,32 millió |
| 140. | 7.  | Drága mami (Mommie Dearest)                                                | Tony Solomons         | Chad Fiveash & James Stoteraux                                | 2015. november 19. 2018. szeptember 13. | 1,10 millió |
| 141. | 8.  | Ölelj meg, ölj meg! (Hold Me, Thrill Me,Kiss Me)                           | Leslie Libman         | Brett Matthews                                                | 2015. december 3. 2018. szeptember 14.  | 1,31 millió |
| 142. | 9.  | Jéghideg (Cold as Ice)                                                     | Geoffrey Wing Shotz   | Brian Young                                                   | 2015. december 10. 2018. szeptember 17. | 1,18 millió |
| 143. | 10. | Mások által teremtett pokol (Hell Is Other People)                         | Deborah Chow          | Holly Brix & Neil Reynolds                                    | 2016. január 29. 2018. szeptember 18.   | 1,23 millió |
| 144. | 11. | Mindaz, mi tűzbe veszett (Things We Lost in the Fire)                      | Paul Wesley           | Melinda Hsu Taylor                                            | 2016. február 5. 2018. szeptember 19.   | 1,09 millió |
| 145. | 12. | Képeslapok a szakadékból (Postcards from the Edge)                         | Pascal Verschooris    | Rebecca Sonnenshine                                           | 2016. február 12. 2018. szeptember 20.  | 1,05 millió |
| 146. | 13. | Női munka (This Woman's Work)                                              | Garreth Stover        | Chad Fiveash & James Stoteraux                                | 2016. február 19. 2018. szeptember 21.  | 1,01 millió |
| 147. | 14. | Holdfény a mocsár felett (Moonlight on the Bayou)                          | Jeffrey Hunt          | Caroline Dries & Brett Matthews                               | 2016. február 26. 2018. szeptember 24.  | 1,12 millió |
| 148. | 15. | Érted bármit (I Would for You)                                             | Mike Karasick         | Brian Young                                                   | 2016. március 4. 2018. szeptember 25.   | 1,06 millió |
| 149. | 16. | A jövőbeli múlt napjai (Days of Future Past)                               | Ian Somerhalder       | Melinda Hsu Taylor                                            | 2016. április 1. 2018. szeptember 26.   | 1,07 millió |
| 150. | 17. | Az erdőben (I Went to the Woods)                                           | Julie Plec            | Tévéjáték: Neil Reynolds Történet: Julie Plec & Neil Reynolds | 2016. április 8. 2018. szeptember 27.   | 1,03 millió |
| 151. | 18. | Így, vagy úgy (One Way or Another)                                         | Rashaad Ernesto Green | Tévéjáték: Rebecca Sonnenshine Történet: Penny Cox            | 2016. április 15. 2018. szeptember 28.  | 1,02 millió |
| 152. | 19. | Valaki, akit ismertem (Somebody That I Used to Know)                       | Chris Grismer         | Tévéjáték: Holly Brix Történet: Matthew D'Ambrosio            | 2016. április 22. 2018. október 1.      | 1,02 millió |
| 153. | 20. | Haljon meg mind! (Kill 'Em All)                                            | Kellie Cyrus          | Chad Fiveash & James Stoteraux                                | 2016. április 29. 2018. október 2.      | 1,05 millió |
| 154. | 21. | Rekviem egy álomért (Requiem for a Dream)                                  | Paul Wesley           | Brett Matthews & Neil Reynolds                                | 2016. május 6. 2018. október 3.         | 0,90 millió |
| 155. | 22. | Istenek és szörnyek (Gods and Monsters)                                    | Michael A. Allowitz   | Brian Young                                                   | 2016. május 13. 2018. október 4.        | 1,04 millió |

## Nyolcadik évad (2016–2017)
| Sor. | Év. | Cím                                                                                    | Rendező             | Író                                                                        | Premier                             | Nézettség   |
| ---- | --- | -------------------------------------------------------------------------------------- | ------------------- | -------------------------------------------------------------------------- | ----------------------------------- | ----------- |
| 156. | 1.  | Helló, testvér! (Hello Brother)                                                        | Michael A. Allowitz | Julie Plec és Kevin Williamson                                             | 2016. október 21. 2022. március 8.  | 0,98 millió |
| 157. | 2.  | Ma minden más lesz (Today Will Be Different)                                           | Pascal Verschooris  | Melinda Hsu Taylor                                                         | 2016. október 28. 2022. március 8.  | 0,90 millió |
| 158. | 3.  | Úgy döntöttél érdemes megmenteni (You Decided That I Was Worth Saving)                 | Michael Karasick    | Chad Fiveash és James Stoteraux                                            | 2016. november 4. 2022. március 8.  | 0,94 millió |
| 159. | 4.  | Örök nyomorúság (An Eternity of Misery)                                                | Rob Hardy           | Brett Matthews és Neil Reynolds                                            | 2016. november 11. 2022. március 8. | 1,00 millió |
| 160. | 5.  | Hiba volt hazatérni (Coming Home Was a Mistake)                                        | James Thompson      | Celine Geiger                                                              | 2016. november 18. 2022. március 8. | 0,92 millió |
| 161. | 6.  | Kitérő a pokolba (Detoured On Some Random Backwoods Path to Hell)                      | Paul Wesley         | Alan McElroy                                                               | 2016. december 2. 2022. március 8.  | 1,05 millió |
| 162. | 7.  | Legközelebb talán majd téged bántalak (The Next Time I Hurt Somebody, It Could Be You) | Tanya Hamilton      | Shukree Hassan Tilghman                                                    | 2016. december 9. 2022. március 8.  | 0,98 millió |
| 163. | 8.  | Közös múlt (We Have History Together)                                                  | Ian Somerhalder     | Matthew D'Ambrosio                                                         | 2017. január 13. 2022. március 8.   | 0,95 millió |
| 164. | 9.  | Az érintés egyszerű meghittsége (The Simple Intimacy of the Near Touch)                | Geoff Shotz         | Neil Reynolds és Penny Cox                                                 | 2017. január 20. 2022. március 8.   | 0,86 millió |
| 165. | 10. | Mocsok nosztalgia (Nostalgia's a Bitch)                                                | Kellie Cyrus        | Brett Matthews                                                             | 2017. január 27. 2022. március 8.   | 0,94 millió |
| 166. | 11. | Úgy döntöttél, jó leszel (You Made a Choice to Be Good)                                | Carol Banker        | Melinda Hsu Taylor és Celine Geiger                                        | 2017. február 3. 2022. március 8.   | 0,92 millió |
| 167. | 12. | Mi vagy te? (What Are You?)                                                            | Darren Genet        | Chad Fiveash és James Stoteraux                                            | 2017. február 10. 2022. március 8.  | 1,11 millió |
| 168. | 13. | Utolérnek a hazugságaid (The Lies Are Going to Catch Up with You)                      | Tony Solomons       | Neil Reynolds                                                              | 2017. február 17. 2022. március 8.  | 0,99 millió |
| 169. | 14. | Pokoli jó menet volt (It's Been a Hell of a Ride)                                      | Pascal Verschooris  | Brett Matthews és Shukree Hassan Tilghman                                  | 2017. február 24. 2022. március 8.  | 1,04 millió |
| 170. | 15. | Júniusi esküvőt tervezünk (We're Planning a June Wedding)                              | Chris Grismer       | Történet: Jen Vestuto és Melissa Marlette Forgatókönyv: Melinda Hsu Taylor | 2017. március 3. 2022. március 8.   | 1,14 millió |
| 171. | 16. | Frenetikus élmény volt (I was feeling epic)                                            | Julie Plec          | Julie Plec és Kevin Williamson                                             | 2017. március 10. 2022. március 8.  | 1,15 millió |